# Михайловка-1
Михайловка-1 — деревня в Рославльском районе Смоленской области России. Входит в состав Екимовичского сельского поселения. Население — 7 жителей (2007 год). 
Расположена в южной части области в 32 км к северо-востоку от Рославля, в 4 км южнее автодороги А101 Москва — Варшава («Старая Польская» или «Варшавка»), на берегу реки Десна. В 17 км южнее деревни расположена железнодорожная станция О.п. 23-й км на линии Рославль — Фаянсовая. 

## История
В годы Великой Отечественной войны деревня была оккупирована гитлеровскими войсками в августе 1941 года, освобождена в сентябре 1943 года.